# ... و مدام شیطان را در جهنم نهادند
... و مدام شیطان را در جهنم نهادند (ایتالیایی: ...e continuavano a mettere lo diavolo ne lo inferno) یک فیلم کمدی-درام تاریخی به کارگردانی بیتو آلبرتینی است که در سال ۱۹۷۳ منتشر شد. از بازیگران این فیلم می‌توان به آنتونیو کانتافورا، ماریو فِرِرا و رناتو بالدینی اشاره کرد.
این فیلم دنبالهٔ شیطانت را در جهنم من بگذار (۱۹۷۲) بود که یک سال پیش‌تر ساخته شده بود.